# Estação Penha (Rio de Janeiro)
Penha é uma estação de trem do Rio de Janeiro.

## História
Foi inaugurada em 1886. Atualmente se destina a ser uma estação de trens metropolitanos controlados pela Supervia.

## Plataformas
| 1 |

|  | ↑ a ↑ |

| 2 |

|  | ↓ b ↓ |

| 1 |

|  | ↑ a ↑ |

| 2 |

|  | ↓ b ↓ |

| 1 |

|  | ↑ a ↑ |

| 2 |

|  | ↓ b ↓ |

| 1 |

|  | ↑ a ↑ |

| 2 |

|  | ↓ b ↓ |